# Брет (Шарант)
Брет (фр. Brettes) насеље је и општина у западној Француској у региону Поату-Шарант, у департману Шарант која припада префектури Ангулем.
По подацима из 2011. године у општини је живело 200 становника, а густина насељености је износила 16,38 становника/km². Општина се простире на површини од 12,21 km². Налази се на средњој надморској висини од 100 метара (максималној 126 m, а минималној 75 m).

## Демографија
| 1962. | 1968. | 1975. | 1982. | 1990. | 1999. | 2011. |
| ----- | ----- | ----- | ----- | ----- | ----- | ----- |
| 203   | 232   | 208   | 197   | 197   | 187   | 200   |

График промене броја становника у току последњих година